# Karim Tabbou
Ne doit pas être confondu avec Karim Abbou.
Karim Tabbou, né le 2 juin 1973 à Aït Bouaddou (Algérie), est un homme politique et un journaliste algérien.
Il est le porte-parole de l'Union démocratique et sociale (UDS). Figure du Hirak, il est plusieurs fois arrêté et incarcéré en 2019.

## Biographie

### Jeunesse, famille et formation
Originaire des Ouadhias, en Kabylie, il est issu d'une famille modeste de neuf enfants, dont il est l'aîné. Sa mère est femme au foyer, et son père est maçon.
En 1999, il est licencié en sciences économiques à l’Université de Tizi Ouzou.
Marié, il est père d'un garçon et d'une fille.

### Front des Forces Socialistes
Il a été, de 2006 à 2011, premier secrétaire du Front des forces socialistes (FFS), parti d’opposition algérien fondé en septembre 1963 par Hocine Aït Ahmed, et dont il est un admirateur. Ce dernier l'apprécie et décide d'en faire son successeur, malgré l'opposition de la vieille garde du parti. En effet, cette dernière est opposée au renouvellement qu'il prône. Il devient ainsi, à 33 ans, le plus jeune chef de parti en Algérie. Après avoir pris la tête du parti fin avril 2007, juste après avoir été quelques jours auparavant nommé numéro 2, il est confirmé dans ses fonctions lors d'un congrès tenu la même année, puis sa démission est rejetée par Aït Ahmed en novembre 2007 après l'échec aux élections locales. Le 18 novembre 2011, en désaccord avec les cadres du parti, il est remplacé par Ali Laskri.
Le 30 mai 2012, il est suspendu des rangs du parti, des cadres du parti lui reprochant une attitude radicale à l'égard du régime. De son côté, Tabbou refuse de démissionner de son mandat de député (pour lequel il a été élu en mai 2012), comme le lui demande son parti. Le 17 juillet 2012, il décide de quitter le FFS.

### Union Démocratique et Sociale
Karim Tabbou et ses camarades annoncent la formation prochaine de leur nouveau parti politique le 1er novembre 2012, l'Union démocratique et sociale (UDS), créé pour répondre au besoin d'installer une démocratie sociale et citoyenne en Algérie,. Le régime refuse de légaliser son parti en juillet 2013, alors qu'il a fait une demande en ce sens en juillet 2013. En septembre 2013, le parti est officiellement lancé.
En 2016, en tant que député, il s'oppose à la révision constitutionnelle algérienne de 2016.

### Hirak et condamnation
En 2019, lors des manifestations de masse ayant notamment conduit à la démission du président Abdelaziz Bouteflika — au pouvoir depuis 1999 —, et qui se sont poursuivies pour réclamer la mise en place d'une transition démocratique, Tabbou devient une personnalité phare du mouvement.
Le 11 septembre 2019 à 13h des agents des services de sécurité se sont présentés à son domicile à Douera (Banlieue Ouest d'Alger), et inculpé pour « atteinte au moral de l'armée »,, pour ses déclarations tenues le 8 mai 2019 à Kherrata.
La commission des droits de l'homme du Parlement européen et les Forces du pacte de l'Alternative démocratique appellent à sa libération. Il est libéré sous condition le 25 septembre, puis de nouveau arrêté le lendemain,. Les nouveaux chefs d'accusation concernent un appel à manifester à l'occasion de la fête de l'indépendance le 5 juillet, ainsi que des publications sur Facebook. Il est dès lors placé à l'isolement. Ses avocats affirment que Tabbou a été victime de violences et insulté par ses geôliers.
Le CNLD annonce sa libération pour le dimanche 5 ou lundi 6 janvier 2020. Le 20 janvier, sa détention provisoire est prolongée. Dans le cadre de son accusation pour « atteinte au moral de l’armée » et « atteinte à l’unité nationale », il est condamné le 11 mars à une année de prison, dont six mois avec sursis, ainsi qu'à une amende, cette condamnation lui permettant une sortie de prison le 25 mars. La veille de sa libération, le 24 mars, il est condamné en appel à un an de prison ferme, dans des conditions contestées par ses avocats, empêchant ainsi sa sortie de prison,. Alors que le procureur a fait appel de la première condamnation, son procès a été programmé alors que le ministère avait ajourné les procès du 16 au 31 mars. Le Parlement européen qualifie sa condamnation « d'incompréhensible » et « contraire à l'État de droit », ajoutant que « la condamnation de Karim Tabbou en appel hier, et en l'absence de ses avocats, va à l'encontre de son droit à un procès équitable dont il bénéficie en vertu du droit algérien ainsi que des conventions internationales ratifiées par l'Algérie ».
Il est libéré sous condition le 2 juillet.
Son second procès — reporté plusieurs fois —  a lieu le 30 novembre 2020. Il est finalement condamné à un an de prison avec sursis ; l'accusation d'« atteinte à l'image de l'armée » n'est plus retenue, les faits reprochés étant requalifiés en « incitation à la violence »,,,.
Il a été libéré le 29 avril 2021 sous contrôle judiciaire par le juge instructeur près le tribunal de Bir Mourad Raïs. Karim Tabbou est accusé d'« incitation à attroupement non armé », « attroupement non armé », « insultes », « outrage à corps  constitué durant l’exercice de ses fonctions », « atteinte au respect dû aux morts dans les cimetières », « prise et publication d’images sans autorisation » et « atteinte à l’unité nationale ».
Le 10 juin 2021, le CNLD annonce une nouvelle arrestation de Karim Tabbou, devant son domicile. Son frère, Djaffar Tabbou, a confirmé l'arrestation, mais aucun détail supplémentaire n'est fourni. Cette arrestation intervient à 48 h des élections législatives anticipées du 12 juin en Algérie.

### Interpellations, gardes à vue et restrictions après 2021
Le 29 avril 2022, La Ligue algérienne des droits de l’homme (LADDH) a annoncé l’interpellation de Karim Tabbou, « On ne sait pas encore les motifs de cette nouvelle arrestation », a précisé l’organisation de défense des droits humains.
Le 23 mai 2023, il est à nouveau arrêté et placé en garde à vue, puis placé sous contrôle judiciaire le 25 mai 2023, sans que les motifs en soient connus. Les avocats ont été informés que quatre charges étaient retenues contre lui, sans plus de précisions.
Le 13 mars 2024, il est condamné à six mois de prison avec sursis pour « incitation à attroupement non armé, outrage à fonctionnaire dans l'exercice de ses fonctions et diffamation ». Il est relaxé des chefs d'accusation « d'atteinte au respect dû aux morts, d'atteinte à l'intégrité du territoire national et de mise à la disposition du public d'enregistrements et de photos sans l'autorisation du concerné »
En août 2024, le contrôle judiciaire de Karim Tabbou est renforcé par quatre interdictions :« interdiction de publier ou d’écrire par tous moyens, y compris sur les réseaux sociaux, interdiction de quitter le territoire de juridiction du tribunal de Kolea, et de participer à tout programme télévisé ou d’organiser une  conférence de presse, ou d’entreprendre toute action politique. ».